# Telanthera porrigens
Telanthera porrigens är en amarantväxtart som först beskrevs av Nikolaus Joseph von Jacquin, och fick sitt nu gällande namn av Stephan Ladislaus Endlicher. Telanthera porrigens ingår i släktet Telanthera och familjen amarantväxter. Inga underarter finns listade i Catalogue of Life.